# 袁韻春
袁韻春，字履臣，贵州贵阳人，清朝政治人物，同進士出身。
同治十三年（1874年）甲戌科進士，三甲一百六十七名，后官四川巴縣知縣。